# بالما دي مونتيكارو
بالما دي مونتيكارو (بالإيطالية: Palma di Montechiaro)‏ هي بلدية في مقاطعة أغريجنتو في صقلية الإيطالية.

## السكان
في سنة 1861 بلغ عدد السكان 11٬248 نسمة، وتطور العدد ليصل في سنة 2011 لـ 23٬643 نسمة.
يظهر هذا المخطط البياني تطور النمو السكاني لـ بالما دي مونتيكارو

## توأمة
لبالما دي مونتيكارو اتفاقيات توأمة مع:
- هاغن